# Церква Останнього Заповіту
«Церква Віссаріона» («Церква Останнього Заповіту») — заснована в м. Мінусінську російська тоталітарна секта, яку очолює Сергій Тороп (Віссаріон).
Культ заснований у травні 1990 року в Російській Федерації у місті Мінусінську на базі місцевого уфологічного центру. Ініціатива його створення належала «контактерам з позаземним розумом», зокрема, Володимирові Плетину, який, за віровченням, отримав вказівку стати тим, хто «дає життя», тобто «Віссаріоном». Проте коли В. Плетин зустрів однодумця Сергія Торопа, «космос змінив рішення» і роль «месії» перейшла до останнього.
Специфічні цілі діяльності цього угруповання полягають у побудові «землі обітованої» у Красноярському краї, де всі адепти будуть жити на чолі з «месією». Джерелами віровчення є книги: «Слово Віссаріона», «Основні положення вчення Віссаріона — вчення єдиної віри», «Останній Заповіт». Крім того, про Віссаріона зняті відеофільми, у Красноярському краї видається газета «Земля обітована», у якій публікуються матеріали, що відображають внутрішнє життя громади віруючих, замітки духовно-повчального характеру, численні свідоцтва про звернення до віри, інтерв'ю з керівниками секти тощо.
Проповіді Сергія Торопа (Віссаріона) загалом спрямовуються на пропаганду побудови «Міста Сонця» у Сибіру, який повинен стати новою «Святою землею». На практиці це поки що означає створення специфічного поселення з екологічним вектором господарювання: тут відсутній транспорт, м'ясо-молочне тваринництво, полювання, рибальство і заборонені будь-які забруднення довкілля. Господарська діяльність обмежується народними та художніми промислами, збиранням у тайзі горіхів та ягід, городництвом, садівництвом, бджільництвом. Мета подібного задуму полягає у лабораторному відпрацюванні найефективніших засобів збереження та покращення «середовища проживання людини», які повинні бути поширені, щоб зберегти людство в умовах майбутніх катастроф.
Головою організації «Церква Останнього Заповіту», її вищим духовним керівником є С. Тороп, який закріпив за собою право обирати і посвячувати в духовний сан інших людей, благословляти організаторів церкви, керувати громадою. «Апостолами» Віссаріона ставали представники шоу-бізнесу, що посилювало популяризацію культу, деякий час існувала тут і персона «Марії Магдалини». Агітаційні подорожі різними країнами світу супроводжувалися інформацією про появу чудес, що популяризувало месіанську роль С. Торопа.
Стосовно інших ідеологічних засад, то слід зазначити, що Віссаріон, спочатку вважався апостолом Христа, а згодом був обожнений і названий самим богом, Христом. Відповідно до вчення, на землі настав особливий час, який закінчиться або «небувалим злетом, або небувалим падінням», тобто людство через гріховність стоїть на краю прірви. Але у нього є шанс вижити, якщо воно обере «справжню досконалість», тобто вчення Торопа. Критики цього вчення оголошуються «носіями пітьми», які будуть покарані богом.
Стверджується також, що на землі закінчується період «царства сили», на зміну якому приходить «царство душі», або «царство Боже» — «доба Останнього Заповіту», втіленням якої є бог Віссаріон. При цьому він об'єднає релігії і створить нову — саме так бог відкриє людям істину існування у Всесвіті «єдиного Духа життя, бога-сина і духа святого».
Книги, написані Віссаріоном, алегоричні, глибоко символічні і, як вказують аналітики, майстерно впливають на підсвідомість. Головним богом і творцем Всесвіту в них визнається матеріальний Абсолют, який створив безліч розумних світів. Завідувач Землею є Отець Небесний — син Абсолюту, який створив людську душу, добро, джерело Духа Життя. Останній, злившись з енергією серця Матері-Землі, породив Сина Божого.
Тороп-Віссаріон підтримує віру в існування пекла і раю, переселення душ фіксоване число разів (10). Зло, як вважає ідеолог, має матеріальне начало, існує лише на Землі і тільки серед людей. Воно є наслідком гріховних думок та дій, які роблять матеріальними злих духів. Таким чином, людина розглядається як небезпечна істота з примітивним розумом, загроза для всієї космічної цивілізації. У зв'язку з цим Абсолют прийняв кармічне рішення знищити людство — жити зможуть лише ті його представники, які вчасно підключилися до «програми спасіння».
Щоб не допустити проникнення «вірусу зла» у космос, інші розумні світи знищать нашу цивілізацію. С. Тороп стверджує, що Земля вкриється піском, Мінусинськ піде під воду, а Москва провалиться крізь землю. І за цей короткий термін він покликаний об'єднати «духовні струмочки у єдину річку спільної віри», сформувати людину нової епохи і технології її виживання. Заповіді Віссаріона, яких налічується 61. Так, наприклад, перелюбство засуджується, проте пояснюється, що це стосується тільки одружених; вбивства бути не повинно, але вбивство тварини дозволене у разі необхідності. Обманювати також не можна, але якщо брехня може принести більше добра, ніж зла, вона допускається тощо. Як бачимо, релігійна доктрина тут поєднала теософію, тези інтуїтизму, а також аскетизм йоги.
У громаді Останнього Заповіту віруючі повинні суворо дотримуватися вегетаріанства, не вживати також цукор, каву, чай, продукти з пшениці, дріжджовий хліб. Обмежені вживання вівса, солі, гострих приправ, меду. Вони харчуються здебільшого овочами, фруктами, ягодами, соєю, деякими крупами, травами та грибами. Господаркам, які випікають коржі з висівок, вчення Віссаріона рекомендувало подумки додавати в тісто яйця, сметану, пелюстки троянд і космічний світ. Наслідком такої дієти стало ослаблення організму членів культу, їхнє фізичне виснаження. З 1994 року в громаді виникли перші осередки непокори, тоді Віссаріон пом'якшив режим харчування, дозволивши дітям кисломолочне, а вагітним — рибу. Серед віссаріонівців поширене самолікування, діти часто не відвідують загальноосвітніх шкіл і навчаються у громаді за особливою програмою, їм не роблять щеплень. Спільнота ввела новий календар. Головним елементом культових дій є «Священне коло» — своєрідна колективна медитація. До особливостей культу можна віднести також оригінальний одяг, виконаний у народному стилі, оскільки він «вбирає енергію землі і сприяє оздоровленню».
Віссаріонівські громади в основному складаються з людей, які продали своє майно і переселилися у цю комуну. Члени Останнього Заповіту чекають кінець світу.